# Nicolae Juravschi
Nicolae Juravschi (Chircăieşti, Căuşeni, 8 de agosto de 1964) é um velocista moldavo na modalidade de canoagem.

## Carreira
Foi vencedor da medalha de Ouro em C-2 1000 m e C-2 500 m em Seul 1988 e da medalha de Prata em Atlanta 1996 junto com o seu companheiro de equipe Viktor Reneysky.